# 数字游民

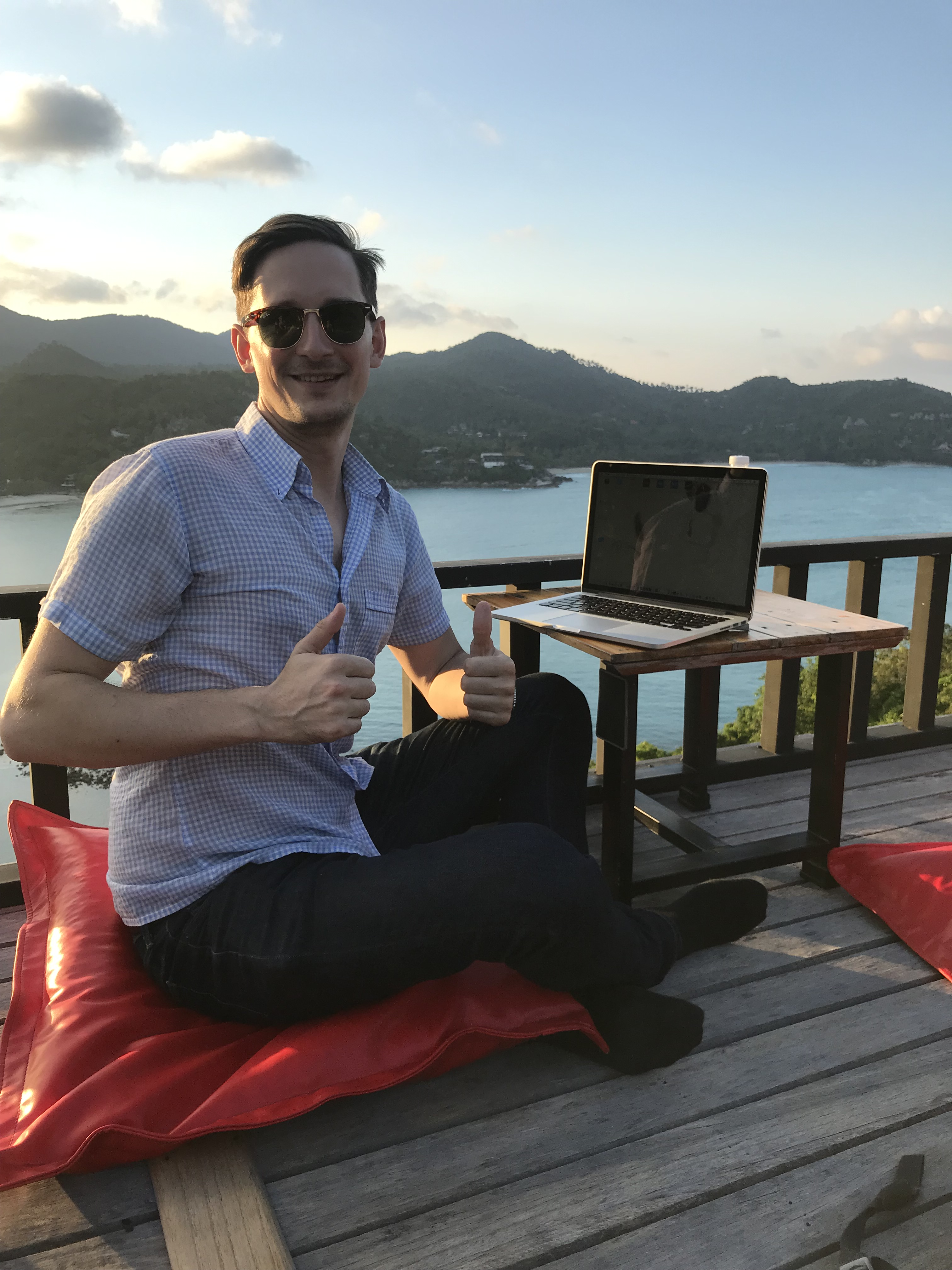
在泰国远程工作的数字游民

数字游民（英語：Digital Nomad）它是指通过电信技术（尤其是互联网）来移动办公，以支持生活和旅行的一种生活方式。这个词首次由前日立公司的CEO牧本次雄在其1997年出版的同名著作中提出。。中文数字游民生活方式主题博客数字游民部落 （页面存档备份，存于）给这种生活方式下了一个更为具体的定义: 数字游民是一种被数字信息技术赋能的全新生活方式，它的受众特指那些完全依靠互联网创造收入，并借此打破工作与工作地点间的强关系，达成地理位置自由和时间自由，并尽享地理套利红利，全球移动生活的人群。数字游民们通常在不同的城市，甚至在不同的国家进行远程工作。他们可能在咖啡店、公共图书馆、公用办公空间甚至露营车工作。他们通过使用连接互联网的计算机、智能手机进行工作。成功的数字游民一般具有对应各种紧急状态的财务缓冲能力，同时也具有较好的自力更生和自律能力。人们因为多种不同的原因成为数字游民，常见的原因包括财务自由和一个允许长期远程工作的职业类型。虽然数字游民因时间、地点的灵活性享有更低的生活成本、更多样的生活乐趣，他们有时也受到孤独等心理问题的困扰。这种工作生活方式也面临一些其他挑战，例如在外国保持国际健康保险，熟悉和遵守当地法律，以及保持合法工作的签证身份等。
由于COVID-19疫情，不少国家大城市的居民开始考虑在其他地方开始工作。一些旅游胜地也开始聚焦于数字游民市场，以弥补疫情造成的游客缺失。包括百慕大、安提瓜和巴布达、巴巴多斯、爱沙尼亚（参见爱沙尼亚e居民签证）、泰国、格鲁吉亚在内的多国，都通过特殊的签证项目来欢迎高收入、高素质的数字游民前往其领土生活居住。

## 合法性
拥有数字游民签证名单的国家及地區：
| 安哥拉         | 哥斯达黎加 | 爱沙尼亚 | 马耳他   |
| 安地卡及巴布達 | 克羅埃西亞 | 喬治亞   | 模里西斯 |
| 澳洲           | 古拉索     | 德国     | 挪威     |
| 巴貝多         | 捷克共和国 | 冰岛     | 葡萄牙   |
| 百慕達         | 多米尼克   | 意大利   | 西班牙   |
| 开曼群岛       | 杜拜       | 墨西哥   | 泰国     |
| 中華民國       |            |          |          |